# Tubifex tubifex
Tubifex tubifex, anche chiamato verme dei fanghi, verme dei liquami, o verme di fogna, è una specie di verme segmentato con stile di vita fossorio appartenente alla famiglia Tubificidae, che abita i sedimenti di laghi e fiumi in diversi continenti.
T. tubifex probabilmente include molte specie, ma distinguerle tra loro è difficile perché gli organi genitali, comunemente usati per identificare le specie, sono riassorbiti dopo l'accoppiamento e perché le caratteristiche esterne del verme variano molto con i cambiamenti di salinità. Questi vermi ingeriscono i sedimenti, digeriscono selettivamente i batteri ed assorbono molecole attraverso le pareti del corpo.
I vermi possono sopravvivere con poco ossigeno agitando le estremità, ricche di emoglobina, sfruttando tutto l'ossigeno disponibile. Essi possono sopravvivere in aree così pesantemente inquinate da materia organica che quasi nessun'altra specie potrebbe sopportare. Formando una cisti protettiva ed abbassando il proprio tasso metabolico, i T. tubifex possono sopravvivere alla siccità e alla mancanza di cibo.

## Usi
Ecologicamente, i vermi sono importanti come sorgente di cibo per sanguisughe, crostacei, insetti, e pesci. I Tubifex sono venduti nei negozi di pesci sia vivi che in forma liofilizzata o di polvere.
Benché i vermi siano relativamente facili da coltivare, possono anche essere necessari mesi per farli riprodurre.